# Мирюта, Юрий Петрович
Юрий Петрович Мирюта — советский генетик, селекционер, педагог.

### Биография
Юрий Петрович родился 25 февраля 1905 года в с. Мациевка Полтавской губернии. Его мать произошла из крестьян, отец работал сельским учителем.
Юрий Петрович поступил в Уманский сельскохозяйственный институт (УССР) и после получения образования (1927 г.) остался работать там на кафедре селекции овощных культур.
С 1930 г. Ю.П. преподавал ботанику и садоводство в Каменском сельскохозяйственном техникуме и в то же время работал техническим руководителем в совхозе Донбасса. В тот же год Юрия Петровича назначили доцентом Луганского овощного института преподавать генетику и селекцию овощей. После реорганизации Луганского института, ученый перешел на работу в Среднеазиатский плодоовощной институт, где стал заведующим кафедры селекции и семеноводства.
Аспирантура (с 1933 г.) Юрия Петровича Мирюты проходила во всесоюзном институте растениеводства (г. Ленинград), специальность «общая генетика». Рекомендация для поступления в аспирантуру была написана известным советским ученым Н. И. Вавиловым. В 1937 г. Мирюта окончил аспирантуру, защитив диссертацию на тему: «Наследование пола у шпината и конопли» под руководством Марии Александровной Розановой.
Ю. П. Мирюта разработал методику индивидуального отбора у зерновых и масличных культур в период работы во Всесоюзном научно-исследовательском институте масленичных культур в Краснодаре, где он на протяжении 3-х лет заведовал лабораторией цитологии и генетики с 1937 по 1939 гг.
С 1939 г. Юрий Петрович работает в Горьковском государственном университете доцентом кафедры генетики. На тот момент среди сотрудников кафедры была также Зоя Сафроновна Никоро.
В 1944 г. Юрий Петрович переезжает в Одессу и работает там в Одесском сельскохозяйственном институте заведующим кафедры селекции и семеноводства и, одновременно, доцентом Одесского государственного университета.
Ю. П. Мирюта предложил вариант решения проблемы преодоления снижения уровня гетерозиса у диплоидных гибридов F1, сформулировав положения о закреплении гетерозиса путем удвоения числа хромосом у высокогетерозисных гибридов между формами, различающимися большим числом признаков.
В 1948 г. Юрий Петрович работает в Институте генетики и селекции АН УССР, с 1956 по 1958 г. заведует лабораторией гетерозиса Украинского института растениеводства, селекции и генетики г. Харьков. В это время научными интересами ученого являются гибриды кукурузы и методы выведения самоопыленных линий и гибридов, системы размножения кукурузы.
В 1958 г. Ю. П. Мирюта создал и возглавил лабораторию гетерозиса в Новосибирском Институте цитологии и генетики СО АН СССР. В 1962 г. ученому присуждена ученая степень доктора биологических наук по совокупности его работ, а в 1970 г. присвоено ученое звание профессора. В ИЦиГе Мирюта изучает основы гетерозиса у растений. Получает подтверждение гипотезы о периодической смене способов размножения у растений от кроссбридинга к инбридингу и vice versa. Разрабатывал метод выведения закрепителей стерильности и восстановителей фертильности кукурузы. Вместе с коллегами создал высокогетерогеномные формы кукурузы.
В 1966 г. Юрий Петрович решает вернуться на Украину, где с 1966 по 1976 гг. заведует кафедрой генетики Украинского НИИ земледелия МСХ Украины, продолжает работать над созданием тетраплоидной кукурузы.
Скончался в 1976 году.

#### Интересные факты
- Юрий Петрович со всей серьезностью относился к совместным со своими учениками работам и (для воспитания чувства ответственности к словам) не указывал себя в качестве соавтора статей учеников.
- Ученый отличался крайней любознательностью и всё ставил под сомнение, поэтому проверял многие устоявшиеся факты.

### Научные интересы
- Изучал эффект гетерозиса через механизм избирательной конъюгации хромосом у полиплоидов (теперь известен как эффект Мирюты);
- Ю. П. Мирюта — автор концепции периодической смены инбридинга кроссбридингом в популяциях растений.

### Научные работы
- Мирюта Ю. П. К генетике пола у растений (экспериментировано на Spinacea oleracea L.) // Известия АН СССР. Сер. биол. 1936. № 4. C. 843—850.
- Мирюта Ю. П. Истинно индивидуальный отбор у зерновых и масличных культур // Труды Одесского сельскохозяйственного института. Одесса. 1947. Т. 4. С. 51-61.
- Мирюта Ю. П. О тетраплоидном происхождении и константном гибридном состоянии Arachis hypogaea L. // Доклады АН СССР. 1948. Т. 59, № 1. С. 159—162.
- Мирюта Ю. П. К вопросу об управлении полом потомства у растений // Доклады АН СССР. 1948. Т. 59, № 6. С. 1179—1181.
- Мирюта Ю. П. Изучение межсортовых, межлинейных и индивидуальных реципрокных гибридов кукурузы // Сборник материалов научно-методического совещания по вопросам селекции пшеницы и кукурузы. Харьков: УИРСГ. 1957. С. 193—207.
- Мирюта Ю. П. О рисовой кукурузе как исходном материале для гибридизации // Бюл. Украинского НИИ растениеводства, селекции и генетики. Харьков, 1957. № 1. С. 18-21.
- Мирюта Ю. П. О естественном самоопылении у кукурузы // Бюллетень Украинского НИИ растениеводства, селекции и генетики. Харьков. 1958. № 2. С. 33-38.
- Мирюта Ю. П. О неравноценности гетерозиса у реципрокных гибридов кукурузы // Бюллетень Украинского НИИ растениеводства, селекции и генетики. Харьков. 1958. № 2. С. 39-44.
- Мирюта Ю. П., Орлов И. Н. Изучение гибрида у кукурузы ВИР-25 в реципрокных скрещиваниях // Бюллетень Украинского НИИ растениеводства, селекции и генетики. Харьков. 1958. № 3. С. 3-7.
- Мирюта Ю. П. Изучение гетерозиса индивидуальных гибридов у кукурузы // Бюл. Украинского НИИ растениеводства, селекции и генетики. Харьков. 1958. № 3. С. 36-40.
- Мирюта Ю. П. Гетерозис и полиплоидия // Совещание по полиплоидии у растений. Москва. 25-28 июня 1958 г.: Тезисы докладов. М. 1958. С. 23-25.
- Мирюта Ю. П. Полиплоидия как средство закрепления и повышения гетерозиса // Совещание по полиплоидии у растений. Москва. 25-28 июня 1958 г. Тезисы докладов. Москва. 1958. С. 12-14.
- Мирюта Ю. П. Об избирательности оплодотворения у шпината // Известия СО АН СССР. 1964. № 8. Вып. 2. С. 143.
- Мирюта Ю. П. Полиплоидия как средство закрепления и повышения гетерозиса // Труды МОИП. Т. 5. Полиплоидия у растений: Труды совещания по полиплоидии у растений. Москва. 25-28 июня 1958 г. Москва. 1962. С. 39-51.
- Мирюта Ю. П. Об избирательности конъюгации хромосом у полиплоидов // Полиплоидия и селекция. Сборник докладов 2-го совещания по полиплоидии. Ленинград. 14-18 янв. 1963 г. М., Л.: Наука. 1965. С. 274—276.
- Мирюта Ю. П., Стрельчук С. И. Изучение избирательности оплодотворения и естественного родственного размножения у конопли // Известия СО АН СССР. 1965. № 12. Вып. 2. С. 143.
- Мирюта Ю. П., Стрельчук С. И. Изучение избирательного оплодотворения и естественного родственного размножения у конопли // Известия СО АН СССР. 1964. № 12. Вып. 3. С. 21.
- Мирюта Ю. П. Цитогенетические возможности закрепления гетерозиса. Киев: Урожай. 1966. 45 с.
- Мирюта Ю. П. Об управлении инбридингом и кроссбридингом у растений. Новосибирск: Наука. 1966. 34 с.
- Мирюта Ю. П., Мирюта О. К. К вопросу о механизме избирательности оплодотворения у кукурузы // Сборник трудов Северо-Кавказской конференции по гетерозису. 1966.
- Мирюта Ю. П. О тетраплоидной кукурузе. Новосибирск: Наука. 1966. 57 с.
- Мирюта Ю. П., Сидоров А. Н. Селекция восстановителей фертильности и закрепителей стерильности путём анализирующих скрещиваний // Цитоплазматическая мужская стерильность. Харьков. 1966.
- Мирюта Ю. П., Мирюта О. К., Ильина Л. Б., Голышева М. И. Изменчивость сортов-популяций и инбредных линий кукурузы по признаку селективности оплодотворения // Генетика. 1967. № 7. С. 10-19.
- Мирюта Ю. П. Периодическая смена инбридинга и кроссбридинга при естественном размножении растений // Доклады АН СССР. 1969. Т. 187. № 5. С. 1171—1174.
- Мирюта Ю. П. Избирательность оплодотворения растений и перспектива использования ее в селекции // Селекция и семеноводство (Республиканский межведомственный тематический научный сборник). Киев. 1970. Вып. 15. С. 13-26.
- Мирюта Ю. П. Новые пути овладения гетерозисом у растений / Ред. В. К. Шумный. Новосибирск: ИЦиГ СО АН СССР. 1991. 90 с.